# Courtney Barnett
Courtney Melba Barnett, född 3 november 1987 i Sydney, är en australisk sångare, låtskrivare och musiker. Känd för sina vitsiga, svamlande låttexter och sin deadpan-sångstil, väckte hon uppmärksamhet med första EP:n, I've Got a Friend Called Emily Ferris. Internationell publicitet från den brittiska och amerikanska musikpressen kom i samband med The Double EP: A Sea of Split Peas i oktober 2013.
Barnetts debutalbum, Sometimes I Sit and Think, and Sometimes I Just Sit, släpptes 2015 och möttes av positiv kritik. Vid 2015 års ARIA Music Awards vann hon fyra priser från åtta nomineringar. 2016 nominerades hon till Best New Artist vid årets Grammy Awards samt till International Female Solo Artist vid årets Brit Awards.
Lotta Sea Lice, ett album inspelat tillsammans med Kurt Vile, gavs ut i oktober 2017. Den 18 maj 2018 släppte Barnett sitt andra studioalbum, Tell Me How You Really Feel.

## Privatliv
Barnett är vänsterhänt och använder sig vanligtvis av vänsterhänta gitarrer med standardstämning och strängordning för vänsterhänta spelare (låga strängar upptill, höga strängar nertill).
Barnett är öppet lesbisk och hade ett förhållande med musikern Jen Cloher från 2012 till 2018.

## Diskografi

### Studioalbum
- Sometimes I Sit and Think, and Sometimes I Just Sit (2015)
- Tell Me How You Really Feel (2018)

### Samarbeten
- Lotta Sea Lice (2017, med Kurt Vile)

### EP-skivor
- I've Got a Friend Called Emily Ferris (2012)
- How to Carve a Carrot into a Rose (2013)
- The Double EP: A Sea of Split Peas (2013)